# Actinophlebia bodei
Actinophlebia bodei là một loài côn trùng trong họ Brongniartiellidae thuộc bộ Neuroptera. Loài này được Ponomarenko miêu tả năm 1996.